# Enurese noturna
Enurese noturna é a persistência de micções involuntárias durante o sono após a idade em que a criança já deveria ser capaz de controlar a bexiga. A enurese em crianças e adultos pode resultar em stresse emocional. Entre as possíveis complicações estão infeções do trato urinário.
A maior parte dos casos deve-se a atrasos no desenvolvimento, e não a um problema emocional ou condição física. Só 5 a 10% dos casos de enurese noturna têm uma causa médica específica. A condição está em muitos casos associada a antecedentes familiares. A enurese noturna é considerada primária (ENP) quando a criança ainda não passou por um período prolongado sem urinar. É considerada secundária (ENS) quando a criança ou adulto começa a urinar depois de se ter mantido seco durante um período prolongado.
Dependendo da gravidade do caso e da causa subjacente, os tratamentos disponíveis vão desde terapia comportamental, como a simples utilização de um alarme urinário, até medicação, como terapia de substituição hormonal. Uma vez que na grande maioria dos casos a enurese é apenas um atraso no desenvolvimento, a maior parte dos tratamentos destinam-se a melhorar a auto-estima. As recomendações de tratamento aconselham o médico a alertar os pais para as consequências psicológicas que a pressão, humilhação ou castigos podem ter na criança, quando na realidade ela não consegue controlar a condição.
A enurese noturna é uma das queixas mais comuns durante a infância. A maior parte das raparigas consegue controlar a bexiga entre os 4 e os 7 anos de idade e os rapazes entre os 4 e 6 anos. Por volta dos dez anos de idade, 95% das crianças já se consegue manter seca. Entre os adultos, a prevalência de enurese noturna é de 0,5 a 2,3%.